# Jacqueline Bisset
Jacqueline Bisset (Weybridge, Surrey, Anglia, 1944. szeptember 13. –) Golden Globe-díjas brit színésznő.

## Élete
1962-től fotómodell volt. 1965-ben debütált A trükk című darabban. 1966 óta szerepel filmekben.

## Filmjei
- Zsákutca (1966)
- Ketten az úton (1967)
- Casino Royale (1967)
- A kellemes utazás (1968)
- A detektív (1968)
- San Franciscó-i zsaru (1968)
- The First Time (1969)
- Airport (1970)
- A szöcske (1970)
- The Mephisto waltz (1971)
- Higgy bennem (1971)
- Titkok (1971)
- Roy Bean bíró élete és kora (1972)
- Stand Up and Be Counted (1972)
- A sakkozó tolvaj (1973)
- A káprázatos (1973)
- Éjjel-nappal (1973)
- Amerikai éjszaka (1973)
- Gyilkosság az Orient expresszen (film, 1974)
- The spiral staircase (1974)
- A játszma vége (1974)
- Tízezer dolláros megbízás (1975)
- A vasárnapi nő (1975)
- A mélység (1977)
- A bíró és a hóhér (1975)
- Le Magnifique (1977)
- A görög mágnás (1978)
- Ki öli meg Európa nagy konyhafőnökeit? (1978)
- Szeretlek, nem szeretlek (1979)
- Amikor az idő lejárt (1980)
- Az idő szorításában (1980)
- Gazdagok és híresek (1981)
- Incson (1981)
- Az osztály (1982)
- Klassz (Én és a te anyád) (1983)
- Under the volcano (1984)
- Mint űzött vadak (1985)
- Tilos (1986)
- Válaszút (1986)
- Napóleon és Josephine (1987)
- Főszezon (1988)
- A játék neve: Beverly Hills (1989)
- Vad orchideák (1990)
- Vezércseléd (1991)
- Rossini, Rossini (1991)
- The Maid (1991)
- Elveszett paradicsomok (1993)
- Fazekak (1993)
- Bűnkereskedő (1993)
- Szabadságon (1994)
- A szertartás (1995)
- Szeptember (1996)
- Találkozás egy idegennel (1996)
- Nyár vége (1996)
- Az ördög járjon feketében (1998)
- Veszélyes szépség (1998)
- A velencei kurtizán (1998)
- Szent Johanna (1999)
- Vészbejárat – Britannic (1999)
- Jézus (1999)
- Les gens qui s’aiment (1999)
- Boszorkányüldözés (1999)
- A szex és Mrs. X. (2000)
- Kezdetek kezdetén (2000)
- Újév (2000)
- Britannic (2000)
- The Sleepy Time Gal (2001)
- Holdtölte (2002)
- Swing (2003)
- Kés/Alatt (2003)
- Ifjabb John Kennedy története (America’s Prince: The John F. Kennedy Jr. Story) (2003)
- A bosszú bosszúja (2004)
- Domino (film) (2005)
- Szerelemben, halálban (2008)

## További információ
- Jacqueline Bisset a PORT.hu-n (magyarul)
- Jacqueline Bisset az Internetes Szinkronadatbázisban (magyarul)
- Jacqueline Bisset az Internet Movie Database-ben (angolul)
- Jacqueline Bisset a Rotten Tomatoeson (angolul)
- Jacqueline Bisset az AlloCiné weboldalán (franciául)